# Paus Silvester III
Silvester III (geboren Johannes van Sabina; overleden voor oktober 1063) werd na de verdrijving van Benedictus IX na aandringen van de Romeinse adellijke familie Crescenzi op 13 of 20 januari 1045 tot paus gewijd.
De partij van de Crescenzi had haar macht in 1012 aan de Tusculani verloren en wilde met de pausverkiezing van Silvester haar invloed terugwinnen. Johannes, de bisschop van Sabina, zoals Silvester voor zijn pontificaat heette, schijnt de verkiezing slechts schoorvoetend te hebben aangenomen, daar hij moet hebben aangenomen, dat Benedictus nog steeds over talrijke aanhangers beschikte. Andere bronnen berichten dan weer dat Silvester III zijn ambt zou hebben gekocht.
Feit is dat Silvester op de op 20 december 1046 beginnende synode van Sutri door de partij van de Tusculani tot "indringer" werd verklaard, op 24 december afgezet en tot een verblijf in een klooster veroordeeld.
De veroordeling schijnt echter te zijn opgeheven geworden, daar hij nog tot aan zijn dood zijn bisdom Sabina lijkt te hebben bestuurd.
Door verscheidene bronnen wordt Silvester III zowel als legitieme paus alsook als tegenpaus beschouwd. Een precieze opheldering van de legitimiteit van zijn pontificaat is niet mogelijk.